# Corticaria
Corticaria is een geslacht van kevers uit de familie schimmelkevers (Latridiidae). De wetenschappelijke naam van het geslacht werd in 1802 gepubliceerd door Thomas Marsham.
Het geslacht is verwant aan Melanophthalma en verschilt ervan onder meer door voelsprieten met elf segmenten en een meer uitgesproken "knuppel". Het abdomen telt vijf segmenten bij het wijfje en bij het mannetjes is er een klein zesde segment onderaan zichtbaar.
Corticaria komt in het grootste deel van de wereld voor. In Europa zijn zeventig soorten gekend. Europese soorten als Corticaria pubescens en Corticaria crenulata zijn tot 3 mm lang. Men vindt ze in hooi en stro(-afval), mos, rottend zeewier, groenteafval en onder de bast van bomen.

## Soorten
- C. abdominalis Dajoz, 1970
- C. aculeata Johnson, 1977
- C. aequabilis Rucker, 1981
- C. aequalis (Reitter, 1898)
- C. aeterna Wickham, 1914
- C. aethiops Grouvelle, 1914
- C. alticola Lindberg, 1950
- C. alleni Johnson, 1974
- C. amplicollis Fall, 1899
- C. amurensis Reitter, 1879
- C. anatolica Johnson, 1989
- C. aphictoides Reitter, 1898
- C. apicalis Fall, 1899
- C. appenhageni Uyttenboogaart, 1930
- C. appenhagi Uyttenboogaart, 1930
- C. armata (Mannerheim, 1844)
- C. basilewskyi Dajoz, 1970
- C. beloni Reitter, 1889
- C. bella Redtenbacher, 1849
- C. bengaliensis Rucker, 1978
- C. blackburni Rücker, 1989
- C. brevicornis Fall, 1899
- C. brevilata Rucker, 1978
- C. buddha Johnson, 1976
- C. cameruensis Dajoz, 1980
- C. camerunensis Dajoz, 1980
- C. canaliculata Mannerheim, 1853
- C. canariensis Johnson, 1974
- C. carbonaria Dajoz, 1998
- C. carolina Fall, 1899
- C. clavatula Broun, 1914
- C. cognata Rucker, 1978
- C. columbia Fall, 1899
- C. convexca Reitter, 1880
- C. corsica Brisout, 1887
- C. cotovillae Otera & Pazos, 1986
- C. crenicollis Mannerheim, 1844
- C. crenulata (Gyllenhaal, 1827)
- C. cretica Johnson, 1989
- C. cribricollis Fairmaire, 1863
- C. cucujiformis Reitter, 1880
- C. curtipes Lövendal, 1893
- C. debilis Motschulsky, 1867
- C. decorsei Dajoz, 1970
- C. delgerchangaji Rucker, 1983
- C. dentigera Le Conte, 1855
- C. dentiventris Poppius, 1903
- C. desaegeri Dajoz, 1970
- C. descarpentriesi Dajoz, 1970
- C. diecki Reitter, 1875
- C. dinshuensis Johnson, 1976
- C. distincta Dajoz, 1970
- C. dubia Dajoz, 1970
- C. elgonensis Jeannel & Paulian, 1945
- C. elongata (Gyllenhaal, 1827)
- C. espanyoli J.C. Otero & M.J. López, 2009
- C. fagi Wollaston, 1854
- C. fasciata Reitter, 1877
- C. fastigata Rucker, 1978
- C. fennica Johnson, 1974
- C. ferruginea Marsham, 1802
- C. formicaephila (Broun, 1893)
- C. foveola Beck, 1817
- C. franzi Dajoz, 1969
- C. fulva (Comolli, 1837)
- C. fulvoides Johnson, 1989
- C. garambae Dajoz, 1970
- C. geisha Johnson, 1989
- C. globicollis Rücker, 1989
- C. gracilis Mannerheim, 1844
- C. helios Rücker, 2003
- C. hierroensis Johnson, 1985
- C. humilis Sharp, 1902
- C. ikarus Rücker, 2003
- C. illaesa Mannerheim, 1844
- C. impressa (Olivier, 1790)
- C. incerta Paulian, 1941
- C. inconspicua Wollaston, 1860
- C. inflatipennis Champion, 1922
- C. inopia Fall, 1899
- C. interstitialis Mannerheim, 1844
- C. jaegeri Reike, 2006
- C. japonica Reitter, 1877
- C. johnsonii Marino & Jose Lopez, Maria, 2007
- C. kabakovi Saluk, 1992
- C. khnzoriani Johnson, 1989

- C. laertes Rücker, 2003
- C. langa Dajoz, 1979
- C. lapponica (Zetterstedt, 1838)
- C. lata Reike, 2010
- C. lateritia Mannerheim, 1844
- C. latulipennis Broun, 1914
- C. leileri Johnson, 1985
- C. lindensis Blackburn, 1891
- C. lineatoserrata Johnson, 1976
- C. lisae Reike, 2010
- C. longicollis (Zetterstedt, 1838)
- C. longicornis (Herbst, 1793)
- C. luchti Rucker, 1985
- C. maculosa Wollaston, 1858
- C. magadanica Tsinkevich, 2001
- C. martensi Johnson, 1976
- C. mirabilis Dajoz, 1971
- C. mongolica Rucker, 1983
- C. nebulosa Champion, 1922
- C. nigerrima Dajoz, 1970
- C. obscura Brisout, 1863
- C. obsoleta Strand, 1940
- C. occidua Fall, 1899
- C. olympiaca Reitter, 1875
- C. orbicollis (Mannerheim, 1853)
- C. orientalis Champion, 1922
- C. ornata Reitter, 1877
- C. ovalipennis Rücker, 1989
- C. ovicollis Reitter, 1887
- C. ovipennis Reitter, 1887
- C. parallela Fall, 1899
- C. parvithorax Champion, 1922
- C. parvula (Strand, 1937)
- C. peezi Johnson, 2007
- C. petrefacta Wickham, 1913
- C. pharaonis Motschulsky, 1867
- C. picicornis Broun, 1914
- C. pilosula Rosenhauer, 1856
- C. pineti Lohse, 1960
- C. pinicoh Lohse, 1959
- C. pinicola Brisout, 1866
- C. planula Fall, 1899
- C. poculifera Fall, 1899
- C. polypori Sahlberg, 1900
- C. porochini Johnson, 2007
- C. poseidon Rücker, 2003
- C. prionodera Le Conte, 1855
- C. pubescens (Gyllenhaal, 1827)
- C. punctata Dajoz, 1970
- C. punctulata Marsham, 1802
- C. quadrimaculata Mannerheim, 1844
- C. relicta Johnson, 1976
- C. rhombifera Champion, 1922
- C. rotundipennis Johnson, 1976
- C. rubripes Mannerheim, 1844
- C. rudis Fall, 1899
- C. rueckeri Otero, Marino & Lopez, 2006
- C. rufa Johnson, 1976
- C. rugipennis Reitter, 1881
- C. ruwenzoriae Dajoz, 1970
- C. saginata Mannerheim, 1844
- C. salpingoides Motschulsky, 1867
- C. serrata (Paykull, 1798)
- C. serricollis Le Conte, 1855
- C. spinulosa Mannerheim, 1852
- C. striatopunctata Motschulsky, 1867
- C. subamurensis Saluk, 1992
- C. subimpressa Zimm, 1869
- C. subpilosula Reitter, 1898
- C. subtilissima Reitter, 1877
- C. suspecta Johnson, 1989
- C. sylvicola Brisout, 1863
- C. tarragonensis Dajoz, 1970
- C. temporalis Fall, 1899
- C. tenuipes Fall, 1899
- C. thea Reitter, 1894
- C. thomsoni Reitter, 1880
- C. topali Rucker, 1978
- C. transvalensis Dajoz, 1970
- C. tuberculata Dajoz, 1970
- C. tunisiensis Brisout, 1884
- C. umbilicata (Beck, 1817)
- C. unca Reike, 2010
- C. valida Fall, 1899
- C. varicolor Fall, 1899
- C. vestigia Rucker, 1981